# Björn Larsson
För andra betydelser, se Björn Larsson (olika betydelser).
Björn Larsson född 1953 i Jönköping, är en svensk författare och professor i franska vid Lunds universitet. Förutom skönlitteratur har han publicerat en rad vetenskapliga texter, läroböcker, ämnesartiklar, samt verkat som översättare. Larsson är också en av initiativtagarna till Lunds universitets författarskola. Hans internationella genombrott kom med romanen Long John Silver – Den äventyrliga och sannfärdiga berättelsen om mitt fria liv och leverne som lyckoriddare och mänsklighetens fiende, en skönlitterär fördjupning av Robert Louis Stevensons roman Skattkammarön. Speciellt framgångsrik har Larsson varit i Frankrike, Italien och Tyskland. Essän Besoin de liberté skrev Larsson på franska.
Ett ofta återkommande seglingstema i Larssons böcker speglar hans eget privata intresse för hav och segling. Under en tid bodde han också ombord på sin dåvarande segelbåt Rustica. Idag bor Larsson på land men nära havet i Gilleleje i Danmark.

### Romaner, essäer, novellsamlingar
- Splitter, Wahlström & Widstrand, 1980
- Den keltiska ringen, Bonniers, 1992
- Long John Silver – Den äventyrliga och sannfärdiga berättelsen om mitt fria liv och leverne som lyckoriddare och mänsklighetens fiende, Norstedts, 1995
- Drömmar vid havet, Norstedts, 1997
- Det onda ögat, Norstedts, 1999
- Från vredens kap till jordens ände, Norstedts, 2001
- Den sanna berättelsen om Inga Andersson, Norstedts, 2002
- Besoin de liberté, Le Seuil, 2006 (originalspråk franska)
- Filologens dröm, Norstedts, april 2008
- Döda poeter skriver inte kriminalromaner – Ett slags kriminalroman, Norstedts, 2010
- Min frihet, Norstedts, Stockholm,  2013
- Brevet från Gertrud, Norstedts, Stockholm,  2018

## Utmärkelser, ledamotskap och priser
- Ledamot av Vetenskapssocieteten i Lund (LVSL, 1996)[5]
- Le prix corail du meilleur livre maritime, 1995
- Prix médícis étranger, 1999
- Gleerups litterära pris till Ann Dyster-Aas minne, 1999
- Il premio Boccaccio Europa, 2000
- Svenska bokhandlarföreningens skånekrets författarstipendium, 2000
- Jönköpings kommuns kulturstipendium, 2000
- Prix l’Astrolabe-Étonnants-voyageurs, 2002
- Il premio internazionale cultura del mare, 2002
- Premio Elsa Morante, 2002
- Le prix des lecteurs du festival Livre & Mer à Concarneau, 2003
- Médaille du Conseil Général de la Gironde, 2003
- Östrabopriset 2004
- Premio Grinzane Biamonti, 2005
- Tegnérpriset, 2008
- Årets Lundensare, 2015